# Jon Tostovin
Jon Tostovin (1986) è un ex giocatore di football americano australiano, che ha giocato come offensive lineman.